# STS–130
Az STS–130 jelű küldetés az amerikai űrrepülőgép-program 130., a Endeavour űrrepülőgép 24. repülése.

## Személyzet
(zárójelben a repülések száma az STS–130 küldetéssel együtt)
- George David Zamka  (2) - Parancsnok
- Terry Wayne Virts  (1) - Pilóta
- Robert Louis Behnken  (2) - Küldetésfelelős
- Kathryn Patricia Hire  (2) - Küldetésfelelős
- Nicholas Patrick  (2) - Küldetésfelelős - ESA
- Stephen Kern Robinson  (4) - Küldetésfelelős

## Jellemzői
A beépített kanadai Canadarm (RMS) manipulátor kart 50 méter kinyúlást biztosított (műholdak indítás/elfogása, külső munkák [kutatás, szerelések], hővédőpajzs külső ellenőrzése) a műszaki szolgálat teljesítéséhez. Az Orbiter Boom Sensor System (OBSS) rendszerrel újabb 15 méterrel meghosszabbították a manipulátor kinyúlási távolságát, hogy az űrrepülőgép külső ellenőrzést elvégezhessék.

### Előkészületek
Az Endeavour indítását először február 7-én kísérelték meg. Az előkészítés problémamentesen haladt, de az indítást megakadályozta az alacsony szintű felhőzet, emiatt 24 órás halasztás következett, ami az eredetileg két nappal később induló Solar Dynamics Observatory indítását is késleltette, a Kennedy Űrközpont kommunikációs korlátai miatt két indítás között ugyanis legalább két napnak kell eltelnie.

### Hasznos teher
Feladata a Tranquility 3. összekötő modul és a Kupola modul feljuttatása, telepítése, üzembe helyezése a Nemzetközi Űrállomáson. Az európai (olasz) gyártású Tranquility modult 2009. május 17-én Airbus Beluga repülőgép szállította az Egyesült Államokba.

### Első nap
2010. február 8-án a szilárd hajtóanyagú gyorsítórakéták, Solid Rocket Booster(SRB) segítségével Floridából, a Cape Canaveral (KSC) Kennedy Űrközpontból, a LC39–A (LC–Launch Complex) jelű indítóállványról emelkedett a magasba. Az orbitális pályája 92 perces, 51,6 fokos hajlásszögű, elliptikus pálya perigeuma 341 kilométer, az apogeuma 356 kilométer volt. Felszálló tömeg indításkor 121 320 kilogramm, leszálló tömeg 91 033 kilogramm. Szállított hasznos teher 17 696 kilogramm.

### Űrséták
Első űrséta (kutatás, szerelés) alatt előkészítették a Unity összekötő modult a Tranquility modul fogadására. A Node-3-at az űrrepülőgép robotkarjával (RMS)  kiemelték a raktérből és átadták az űrállomás robotkarjának (SSRMS) . Elvégezték a dokkolást, majd minden csatlakozást Tranquility rögzítettek. Elvégezték az ellenőrzéseket és a repülés 6. napján kinyitották a hermetikusan záródó nyílások. Megkezdték a belső szerelési, üzembe helyezési munkálatokat.
Második űrséta alatt elvégezték az üzemeltetéshez szükséges szigetelési, szerelési munkákat, a rendszerhez kapcsolták a modult. Kialakították az űrsétákhoz szükséges korlátokat, lábtartókat. Végrehajtották a Kupola modul rögzítését.
Harmadik űrséta alatt üzembe helyezték az ammónia hűtési egységet, telepítették, illetve csatlakoztatták a fűtési és adatkábeleket. Lebontották az ideiglenes tápkábeleket. A kupoláról lebontották a csomagoló anyagot. Műszaki próbát végeztek az ablakokat takaró zsalukkal.
(zárójelben a dátum és az időtartam)
- EVA 1: Robert Behnken és Nicholas Patrick (2010. február 12., 6 óra 32 perc)
- EVA 2: Robert Behnken és Nicholas Patrick (2010. február 14., 5 óra 54 perc)
- EVA 3: Robert Behnken és Nicholas Patrick (2010. február 17., 5 óra 48 perc)

A dokkolás megszűnésével az űrrepülőgép lassú sodródása következett, 450 méter távolságban indították a főmotorokat.

### Tizenharmadik nap
2010. február 22-én a Kennedy Űrközponton (KSC) szállt le. Összesen 13 napot, 18 órát, 8 percet és 3 másodpercet töltött a világűrben. 9 250 000 kilométert (5 750 000 mérföldet) repült, 217 alkalommal kerülte meg a Földet.